# Tachardina perplexa
Tachardina perplexa är en insektsart som beskrevs av Abraham Munting 1973. Tachardina perplexa ingår i släktet Tachardina och familjen Kerriidae. Inga underarter finns listade i Catalogue of Life.